# Konstantín Béskov
Konstantín Ivánovich Béskov (en ruso: Константин Иванович Бесков; 18 de noviembre de 1920 – 6 de mayo de 2006) fue un futbolista internacional y entrenador soviético y ruso. Como jugador, Béskov desarrolló gran parte de su carrera en el Dynamo Moscú como delantero, donde anotó 126 goles. Tras retirarse como futbolista inició su etapa como entrenador en la que entrenó a los principales equipos moscovitas: el Torpedo, CSKA, Spartak, Lokomotiv y Dynamo, donde acabó su carrera.
Béskov fue, también, entrenador de la selección de la Unión Soviética en tres etapas distintas (1963–1964, 1974 y 1979–1982). Dirigió al combinado soviético en la Eurocopa 1964 en la que finalizó subcampeón, en los Juegos Olímpicos de Moscú de 1980 y en la Copa Mundial de 1982. Como futbolista disputó con la selección los Juegos Olímpicos de 1952. 

## Palmarés
Jugador
- Soviet Top Liga (2): 1945, 1949
- Copa de la Unión Soviética (1): 1953

Entrenador
- Soviet Top Liga (2): 1979, 1987 (Spartak Moscú)
- Copa de la Unión Soviética (2): 1967, 1970 (Dynamo Moscú)
- Copa de Rusia (1): 1995 (Dynamo Moscú)